# 利奧塔爾山
67°37′S 68°34′W / 67.617°S 68.567°W
利奧塔爾山（英語：Mount Liotard）是南極洲的山峰，位於阿德萊德島南部，處於高德里山和迪特山之間，海拔高度2,225米，在1909年由法國探險隊發現並繪入地圖。